# David Brett
David Brett, engelsk skådespelare, sångare och arrangör, född i Coalville, Leicestershire i England. 
David Brett var en av de ursprungliga medlemmarna sånggruppen Flying Pickets. I gruppen arrangerade han ett flertal av sångerna, bland annat deras stora hit "Only You".
Brett är verksam som skådespelare, främst på teaterscenen, men han har även medverkat i ett antal TV-produktioner och gjort rollen som Dedalus Diggle i Harry Potter och de vises sten.